# Orientul Îndepărtat
Din perspectivă geopolitică europeană, Orientul Îndepărtat este constituit din Asia Răsăriteană și de Sud-Est, uneori incluzând și teritoriile extrem răsăritene ale Rusiei (așa-numitul Orientul Îndepărtat Rus) și cele ale regiunii apusene ale Oceanului Pacific.
Astfel prin Orientul Îndepărtat se poate înțelege o zonă care cuprinde din punct de vedere geografic șî cultural nord-estul extrem al Rusiei, zona de coastă a Chinei, Taiwanul, Japonia, Coreea de Sud și Coreea de Nord, Filipinele și peninsula Indochina, în care se află statele Vietnam, Cambogia și Laos. Poate cuprinde și statele din Asia de Sud-Est: Malaysia, Singapore, Myanmar, Tailanda și Indonezia. 

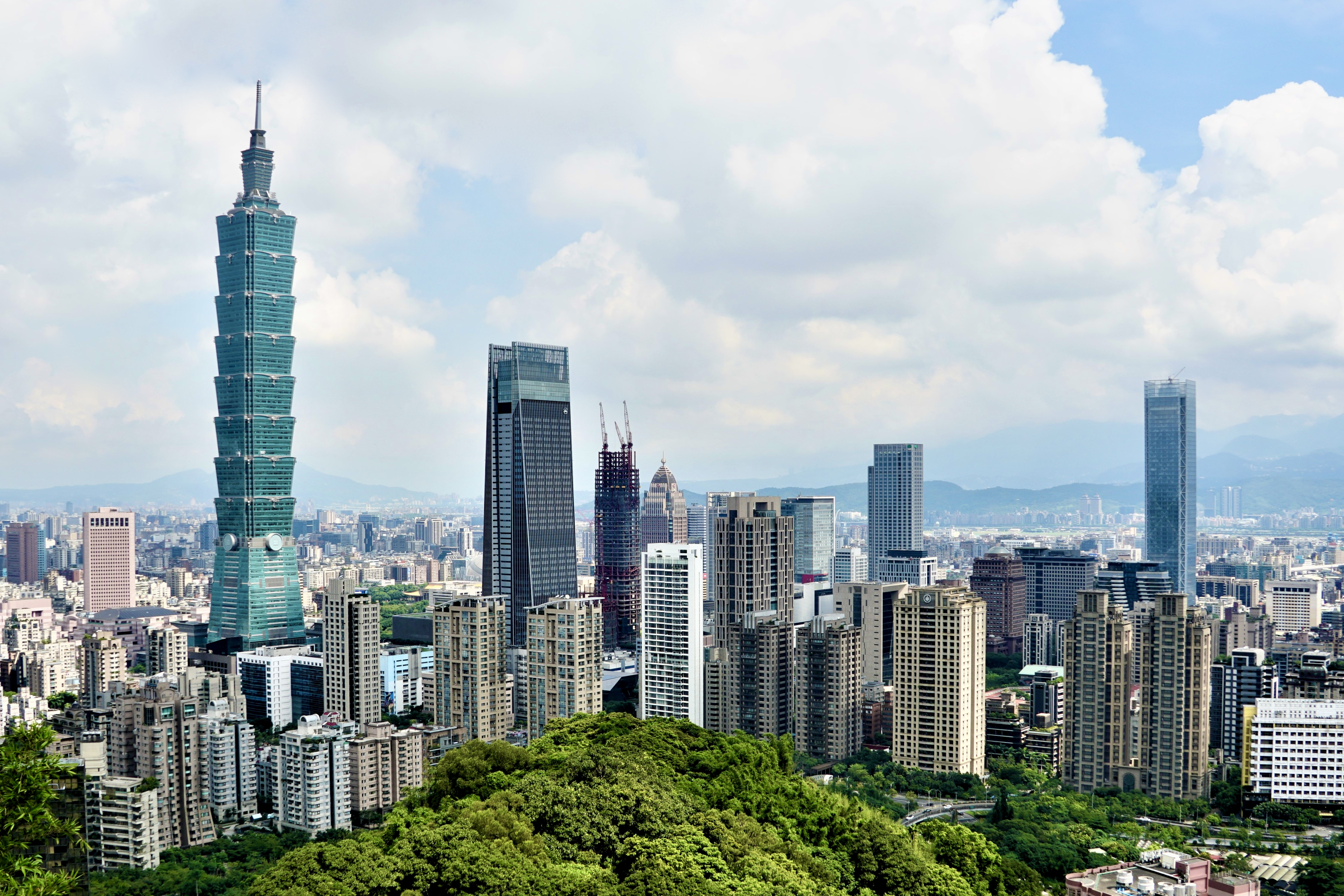
Taipei, Taiwan

Această denumire a apărut în perioada colonială a Imperiului Britanic pentru definirea teritoriilor aflate la est de India Britanică. În perioada de dinaintea izbucnirii primului război mondial, prin "Orientul Apropiat" se înțelegea zona aflată în apropierea Imperiului Otoman, prin "Orientul Mijlociu" era denumită  Asia de Sud și Asia Centrală, iar "Orientul Îndepărtat" desemna țările de-a lungul coastei vestice a Oceanului Pacific. Și în alte limbi europene există termeni analogi: în franceză: "Extrême-Orient", în germană: "Ferner Osten", în italiană: "Estremo oriente", în olandeză: "Verre Oosten", etc. 

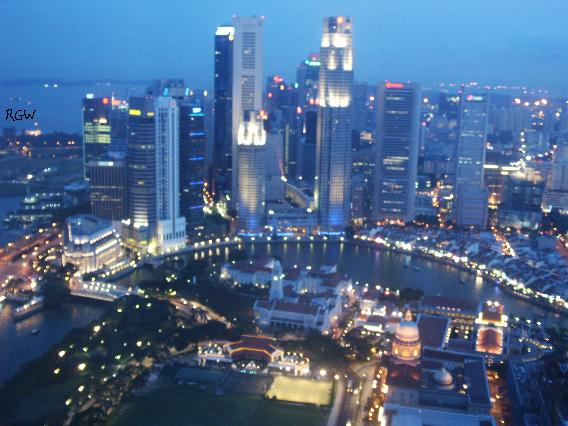
Singapore

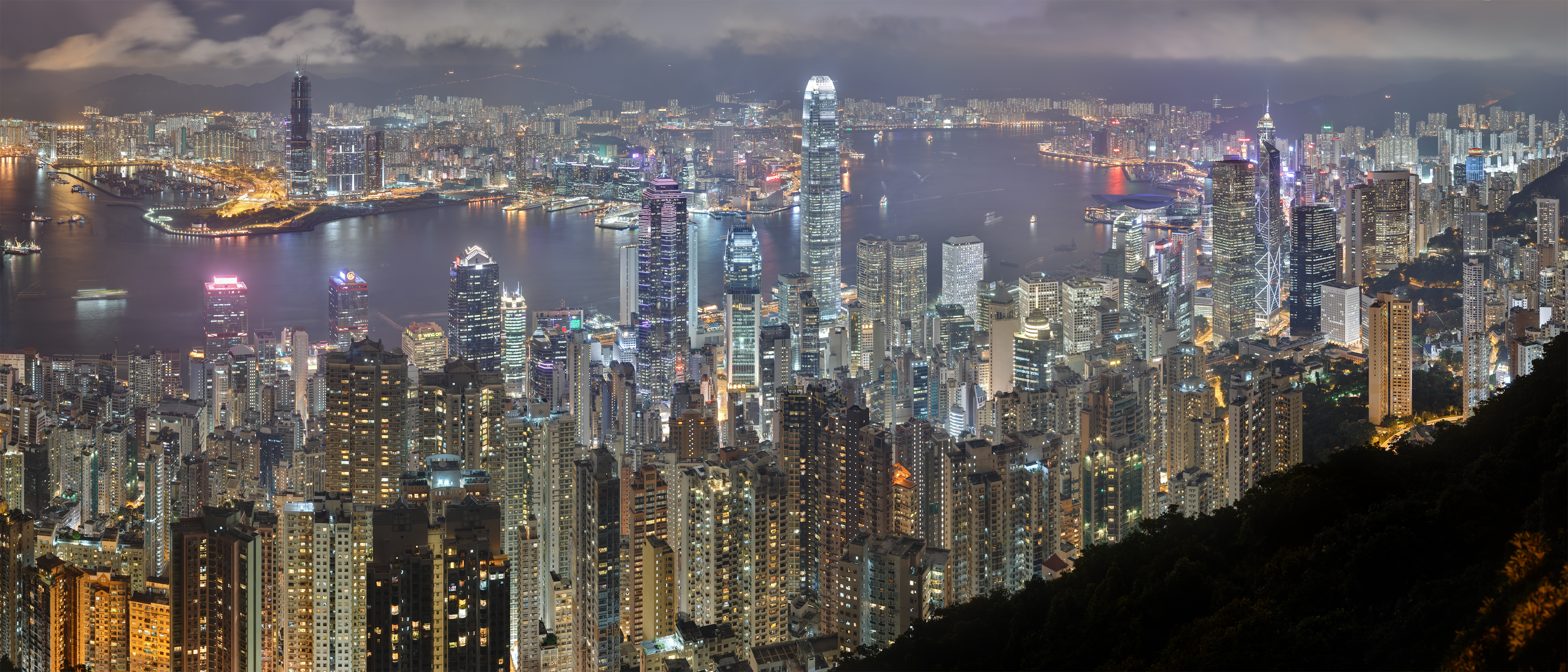
Hong Kong

"Orientul Îndepărtat" evocă o realitate geografică, dar și culturală, care adaugă marii distanțe față de Europa și exotismul. Astfel, Australia și Noua Zeelandă nu sunt considerate ca parte a "Orientului Îndepărtat", deși se află plasată mai la răsărit decât China, de exemplu, pentru că au o cultură predominant europeană. 
La încheierea luptelor celui de-Al II-lea Război Mondial, criminalii de război japonezi au fost judecați de Tribunalul militar internațional pentru Orientul Îndepărtat. 
Folosirea termenului "Orientul Îndepărtat" a început să fie folosit din ce în ce mai puțin datorită asocierii cu Eurocentrimul și perioada colonială. În studiile culturale și economice se folosesc de preferință denumirile mult mai precise precum Asia Răsăriteană și Asia de Sud-Est. 
Mai multe companii sau instituții au în denumirea lor inclus și sintagma "Orientul Îndepărtat":
- Universitatea Națională a Orientului Îndepărtat din Vladivostok;
- Universitatea Orientului Îndepărtat din Manila;
- Universitatea Orientului Îndepărtat din Seoul;
- "Far Eastern Economic Review".